# Johan Samuelsen
Johan Jakob Anton Niels Samuelsen (* 21. Dezember 1872 in Akulliit; † unbekannt) war ein grönländischer Landesrat.

## Leben
Johan Samuelsen war der Sohn von Ole Jonas Samuelsen (1838–?) und seiner Frau Sabine Marie Brønlund (1832–?). Am 22. Februar 1894 heiratete er in Qasigiannguit Anne Kirstine Haldora Geisler (1873–?). Johan Samuelsen war Jäger und wurde 1917 in den nordgrönländischen Landesrat gewählt. Bis auf das Jahr 1921 nahm er an jeder Sitzung teil.